# Chiesa dei Santi Rocco e Quirico
La chiesa parrocchiale dei Santi Rocco e Quirico è un edificio religioso che si trova a Minusio, in Canton Ticino.

## Storia
Venne costruita fra il 1795 ed il 1821 al posto di un precedente oratorio che sorgeva in questo stesso luogo, citato in documenti storici risalenti al 1508.

## Descrizione

### Organo a canne
Sulla cantoria in controfacciata, si trova l'organo a canne Mascioni opus 1041, costruito nel 1982.
Lo strumento, a trasmissione mista, meccanica per i manuali e il pedale, elettrica per i registri e le combinazioni, ha due tastiere di 61 note ciascuna ed una pedaliera di 32 note. La cassa lignea dipinta, in un sobrio stile neoclassico, presenta una mostra costituita da due torri laterali con due cuspidi di cinque canne ciascuna ed un campo centrale costituito da tre cuspidi, delle quali le laterali hanno cinque canne ciascuna e la centrale undici.